# Seshed

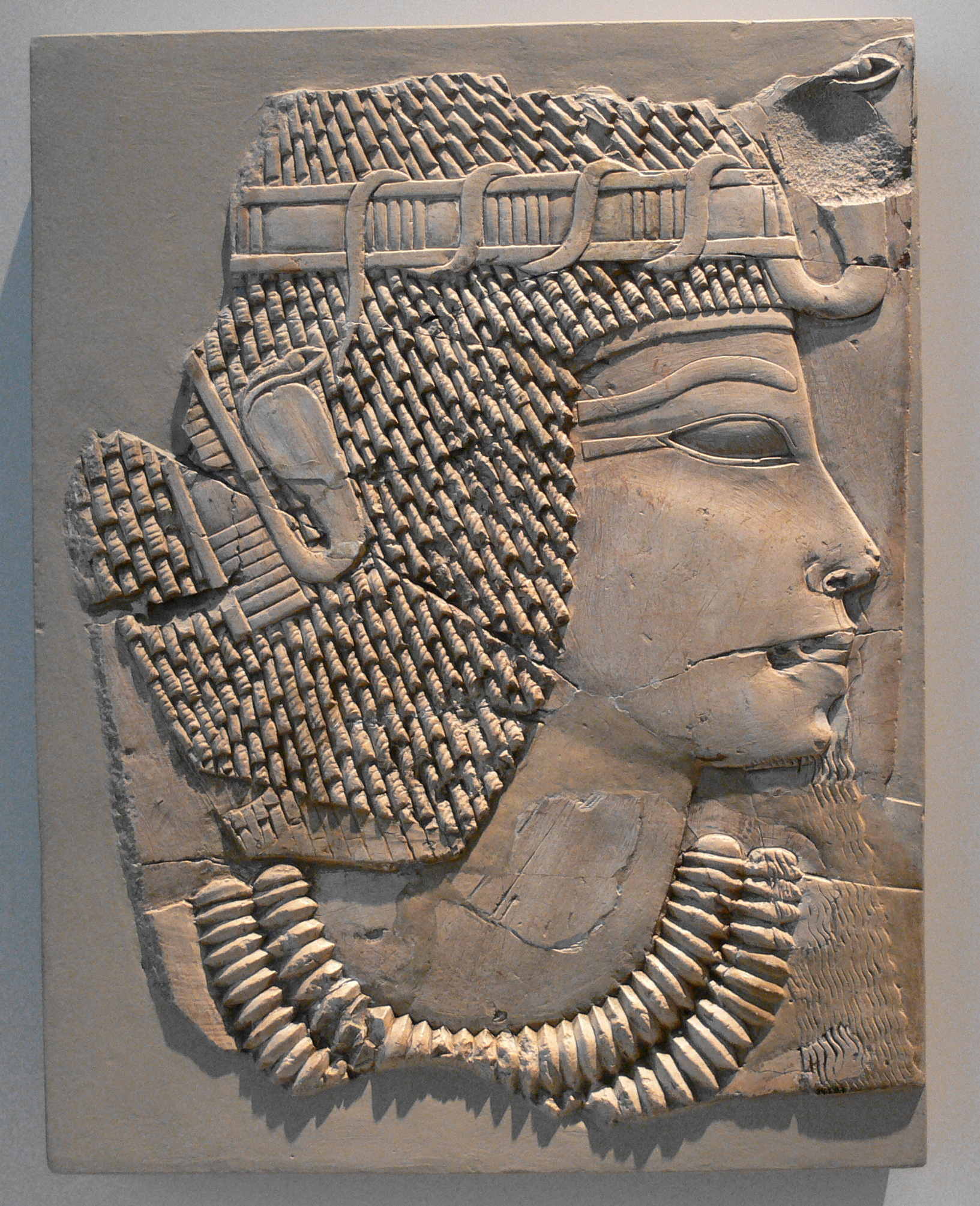
Amenhotep III portant le Seshed.

Le bandeau Seshed n’est pas à proprement parler une couronne. Ce n’en est pas moins un attribut des pharaons depuis l'Ancien Empire sous le règne de Snéfrou. 
À cette époque, il est toujours associé à la couronne Atef. Plus tard, il est souvent associé à l’ibes, perruque bouclée qu’il maintient en place. Il a pour fonction de supporter l’uræus. 
Ce peut être un simple ruban de tissu posé sur le front et noué à l’arrière du crâne. Ce peut aussi être un cercle d’or, ou mieux encore d’argent (l’argent est plus précieux que l‘or dans l’Égypte antique), incrusté de gemmes ou de cabochons en pâte de verre ; il en figure un parmi les joyaux retrouvés dans le tombeau de Toutânkhamon, sur la tête duquel il était placé pour maintenir les bandelettes.

## Couronnes de l'Égypte antique
- Couronne Atef,
- Couronne blanche Hedjet,
- Couronne bleue Khépresh,
- Couronne Hemhem,
- Couronne Hénou,
- Couronne rouge Decheret,
- Couronne Ourerèt,
- Couronne Tjèni,
- Bandeau Seshed,
- Coiffe Némès,
- Double couronne Pschent.